# شرط‌بندی علمی
شرط‌بندی علمی (انگلیسی: Scientific wager) به نوعی از شرط‌بندی گفته می‌شود که هدف آن نه تفریح یا قمار، بلکه اثبات یا پیش‌بینی یک واقعیت علمی یا تجربی است. این نوع شرط‌بندی‌ها معمولاً بین دانشمندان، متخصصان یا افراد آگاه در زمینه‌های خاص علمی انجام می‌شوند و اغلب با هدف برجسته‌سازی اختلاف نظرها، آزمودن فرضیه‌ ها یا جلب توجه عمومی به موضوعی خاص صورت می‌گیرد.
یکی از نمونه‌های فرهنگی مشهور شرط‌بندی علمی در ادبیات داستانی، رمان دور دنیا در هشتاد روز اثر ژول ورن است. در آن داستان، شخصیت اصلی با تکیه بر دانش جغرافیا و برنامه‌ریزی زمانی، سفری در سراسر جهان را طی مدت ۸۰ روز شرط می‌بندد.

## پیشینه
نمونه‌هایی از شرط‌بندی علمی در سده‌های گذشته میان فیلسوفان طبیعی و ریاضیدانان دیده شده است، اما در دوران معاصر، این پدیده شکل عمومی‌تر و رسانه‌ای‌تری به خود گرفته است. شرط‌بندی‌هایی که میان استیون هاوکینگ، کیپ تورن و دیگر دانشمندان بر سر وجود سیاه‌چاله‌ها، تشعشعات هاوکینگ و دیگر پدیده‌های فیزیکی انجام شده‌اند، از نمونه‌های معروف این‌گونه شرط‌بندی‌ها هستند.

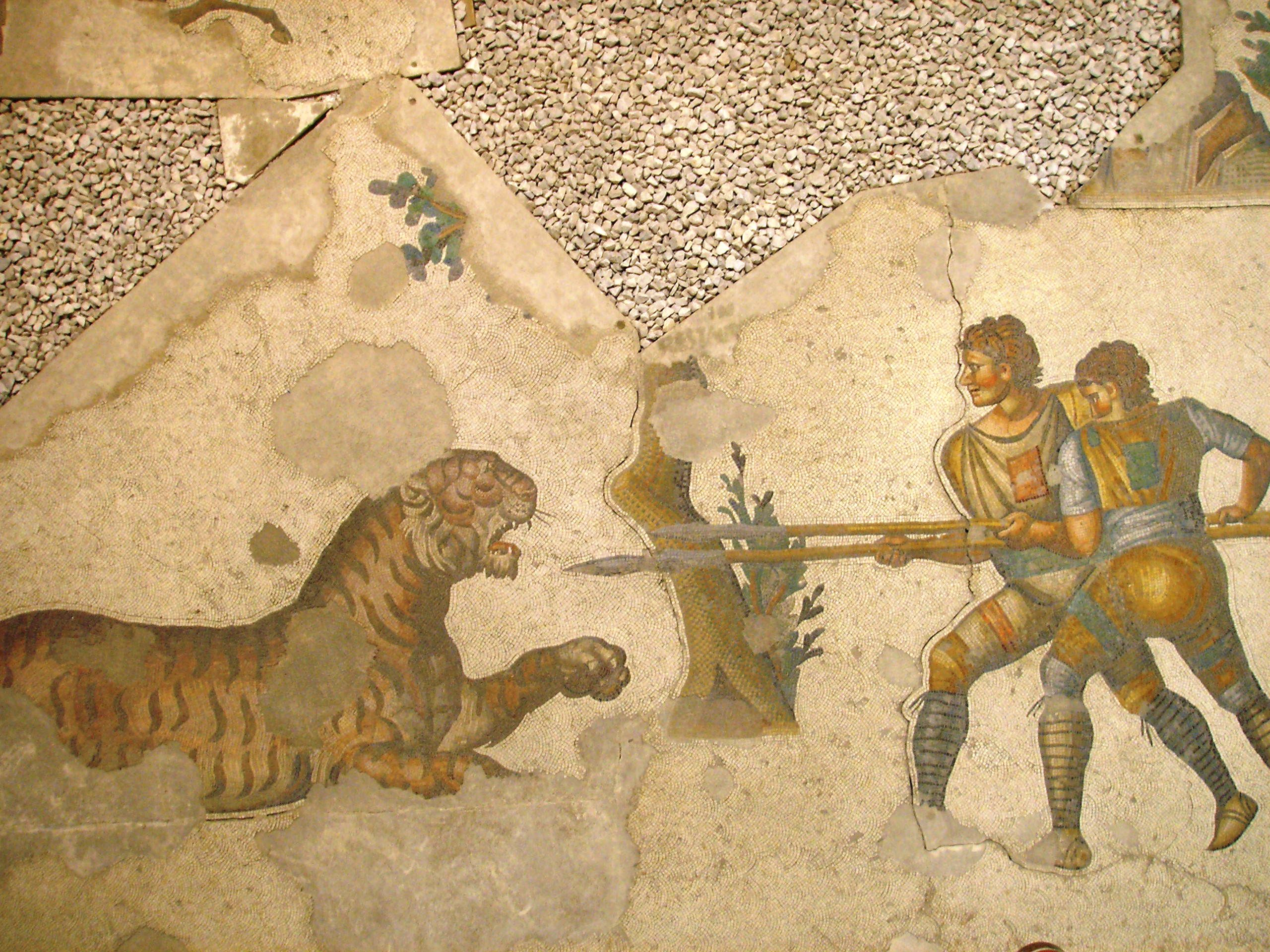
تکه‌ای از موزائیک مربوط به سده ۵ (میلادی) در قصر بزرگ کنستانتین در استانبول که نبرد گلادیاتورها با ببر را نشان می‌دهد.

با این حال، شرط‌بندی به‌عنوان یک پدیده اجتماعی و رفتاری، ریشه‌های عمیقی در تاریخ بشر دارد. در روم باستان، شرط‌بندی نه‌تنها به‌عنوان سرگرمی، بلکه به‌عنوان ابزاری برای تحلیل رفتار و پیش‌بینی نتایج نیز مورد توجه بود.

### شرط‌بندی در روم باستان
در روم باستان، شرط‌بندی بر سر نبردهای گلادیاتورها و مسابقات ارابه‌سواری، بخش جدایی‌ناپذیری از فرهنگ عمومی بود. این نبردها که در آمفی‌تئاترهایی مانند کولوسئوم برگزار می‌شد، نه‌تنها نمایش قدرت و شجاعت بودند، بلکه محکی برای پیش‌بینی رفتار انسان در شرایط بحرانی نیز محسوب می‌شدند.
شرط‌بندی‌های انجام‌شده در این نبردها، به‌ویژه در میان سربازان و مقامات نظامی، می‌توانستند به‌عنوان آزمون‌هایی برای ارزیابی استراتژی‌های جنگی و تحلیل رفتار در شرایط تنش‌زا مورد استفاده قرار گیرند. این نوع شرط‌بندی‌ها، با توجه به شرایط خاص آن دوران، می‌توانستند به‌عنوان شبیه‌سازی‌هایی برای پیش‌بینی واکنش‌های انسانی در میدان جنگ عمل کنند.
در این زمینه، مطالعات مختلفی به بررسی جنبه‌های مختلف شرط‌بندی در روم باستان پرداخته‌اند. به‌عنوان مثال، مقاله‌ای در یک وب‌سایت به بررسی قانونی بودن شرط‌بندی در نبردهای گلادیاتورها و مسابقات ارابه‌سواری در روم باستان می‌پردازد. این مقاله به‌ویژه به قوانینی  اشاره می‌کند که شرط‌بندی را تنها در مسابقات ورزشی که در آن‌ها قدرت بدنی نمایش داده می‌شد، مجاز می‌دانستند.
همچنین، مقاله‌ای در یک وب‌سایت دیگر به بررسی رابطه پیچیدهٔ رومیان با شرط‌بندی می‌پردازد و به‌ویژه بر روی شرط‌بندی در نبردهای گلادیاتورها و مسابقات ارابه‌سواری تمرکز دارد. این مقاله به‌ویژه به محبوبیت شرط‌بندی در میان رومیان و تأثیر آن بر فرهنگ عمومی اشاره می‌کند.

### شرط‌بندی در ورزش‌های رزمی معاصر
در دوران معاصر، با ظهور ورزش‌های رزمی ترکیبی  و لیگ‌هایی مانند یواف‌سی، شرط‌بندی به‌عنوان یک صنعت بزرگ و پیچیده در عرصه جهانی شناخته می‌شود. در این ورزش‌ها، تحلیل دقیق عملکرد فنی، روانی و استراتژیک مبارزان، به‌عنوان ابزارهایی برای پیش‌بینی نتایج مسابقات و تعیین شانس‌های شرط‌بندی مورد استفاده قرار می‌گیرند.
مطالعات نشان داده‌اند که تحلیل‌های آماری و روان‌شناختی می‌توانند در پیش‌بینی نتایج مسابقات مؤثر باشند. به‌عنوان مثال، مقاله‌ای به بررسی استفاده از داده‌ها و آمار در شرط‌بندی یواف‌سی می‌پردازد و به‌ویژه به تحلیل‌های روان‌شناختی مبارزان اشاره می‌کند.

در این زمینه، مقاله‌ای به بررسی استراتژی‌های تحلیل مبارزان  پیش از شرط‌بندی می‌پردازد و به‌ویژه به ارزیابی سوابق مبارزان، تمرینات و وضعیت آسیب‌ها اشاره می‌کند.
در نتیجه، شرط‌بندی، چه در روم باستان و چه در دوران معاصر، همواره به‌عنوان ابزاری برای تحلیل رفتار، پیش‌بینی نتایج و حتی آزمایش فرضیات علمی مورد توجه بوده است. این روند نشان‌دهندهٔ تعامل پیچیدهٔ میان علم، فرهنگ و رفتار انسانی در طول تاریخ است.

## اهداف و کارکردها

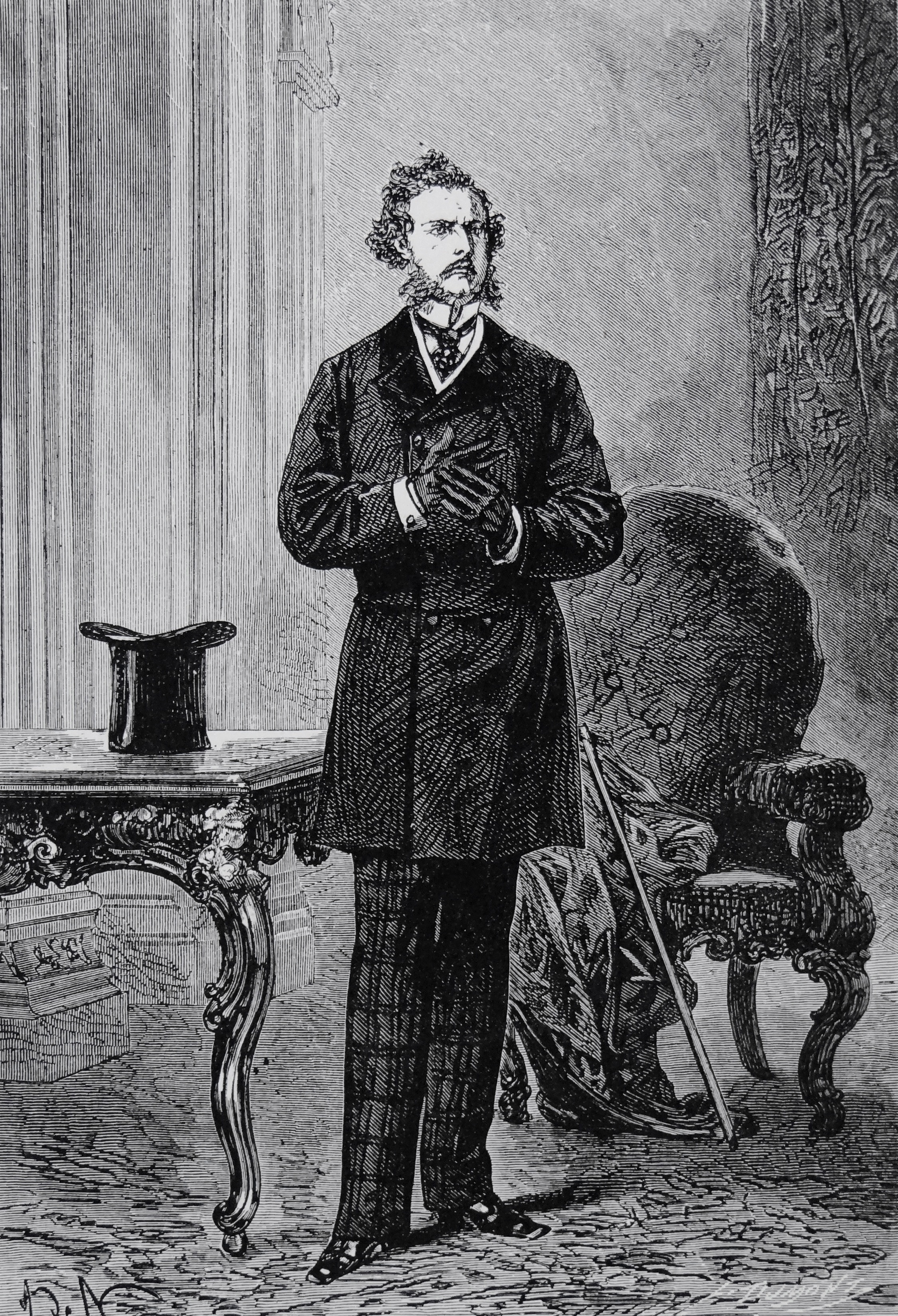
یکی از نمونه‌های فرهنگی مشهور شرط‌بندی علمی در ادبیات داستانی، فیلیس فاگ شخصیت اصلی در رمان دور دنیا در هشتاد روز اثر ژول ورن است.

شرط‌بندی علمی می‌تواند نقش‌های مختلفی داشته باشد:
- آزمایش عملی باورهای نظری در بستر واقعی
- برجسته‌کردن اختلاف‌نظرهای علمی[ج]
- ایجاد شفافیت در برابر عموم مردم
- تشویق به مستندسازی فرضیه‌ها

## شرط‌بندی‌های مشهور

### هاوکینگ و ثورن
در دهه ۱۹۷۰، استیون هاوکینگ و کیپ تورن بر سر وجود یک سیاه‌چاله در منظومهٔ ماکیان ایکس یک شرط بستند. هاوکینگ در ابتدا معتقد بود که این جرم، سیاه‌چاله نیست، و بعدها وقتی خلاف آن ثابت شد، شرط را باخت و طبق قرارداد، اشتراک یک مجله به کیپ تورن هدیه داد.

### شرط‌بندی در مورد بوزون هیگز
پیش از کشف بوزون هیگز، برخی فیزیکدانان شرط‌هایی با مبالغ بالا در مورد وجود یا عدم وجود این ذره بنیادی بسته بودند. این شرط‌بندی‌ها باعث جلب توجه رسانه‌ها و عموم مردم به اهمیت فیزیک ذرات بنیادی شد.

### شرط‌بندی سیمون–ارلیش   (انگلیسی)
در سال ۱۹۸۰، اقتصاددان جولیان لینکلن سیمون و زیست‌شناس پل ارلیش بر سر روند قیمت منابع طبیعی در آینده شرط‌بندی کردند. ارلیش که نگرانی‌هایی دربارهٔ رشد جمعیت و کمبود منابع داشت، معتقد بود که قیمت مواد خام افزایش خواهد یافت. در مقابل، سیمون بر این باور بود که پیشرفت‌های فناوری و نوآوری انسانی موجب کاهش قیمت‌ها می‌شود.
در این شرط‌بندی، ارلیش پنج فلز را انتخاب کرد: کروم، مس، نیکل، قلع و تنگستن. آن‌ها توافق کردند که در تاریخ ۲۹ سپتامبر ۱۹۸۰، معادل ۲۰۰ دلار از هر فلز را به‌صورت فرضی خریداری کنند و ده سال بعد، در ۲۹ سپتامبر ۱۹۹۰، قیمت‌های تعدیل‌شده با تورم را مقایسه نمایند. اگر قیمت‌ها افزایش می‌یافت، سیمون تفاوت را پرداخت می‌کرد؛ در غیر این صورت، ارلیش مبلغ را می‌پرداخت.
تا سال ۱۹۹۰، قیمت هر پنج فلز کاهش یافت و ارلیش مبلغ ۵۷۶٫۰۷ دلار به سیمون پرداخت کرد. این شرط‌بندی به‌عنوان نمونه‌ای از اختلاف‌نظرهای علمی دربارهٔ منابع طبیعی و تأثیر رشد جمعیت شناخته می‌شود.

## شرط‌بندی بر رفتار انسان و حیوان
این گونه شرط‌بندی‌ها که گاه در حاشیهٔ تحقیقات علوم اجتماعی، روان‌شناسی یا حتی سرگرمی‌های بحث‌برانگیز رخ می‌دهند، معمولاً حول توانایی پیش‌بینی رفتار انسان یا حیوانات صورت می‌گیرند.

### رفتارشناسی و اخلاق
برخی گزارش‌ها حاکی از آن است که در حوزه‌هایی مانند بازاریابی رفتاری، پیش‌بینی واکنش مشتریان به یک محصول خاص می‌تواند مبنای شرط‌بندی غیررسمی بین متخصصان باشد. در محیط‌های غیرعلمی، مواردی مانند شرط‌بندی روی تصمیمات احساسی، روابط شخصی، یا حتی واکنش افراد در بحران‌ها مطرح شده‌اند، که چالش‌های اخلاقی جدی را برمی‌انگیزند.

### شرط‌بندی بر حیوانات
اگرچه شرط‌بندی روی رفتار حیوانات مانند خروس‌جنگی یا سگ‌جنگی بیشتر جنبهٔ قمار دارد، اما از منظر فرهنگی و تاریخی، گونه‌ای از تلاش برای پیش‌بینی و «آزمون» حیوان نیز به‌شمار می‌روند. در دوره‌هایی، حتی مسابقات نمایشی میان شیر و ببر یا دیگر حیوانات در باغ‌وحش‌ها یا آثار نمایشی، واجد جنبه‌هایی از شرط‌بندی مبتنی بر غریزه یا رفتار زیستی بوده‌اند.

## انتقادات
برخی منتقدان بر این باورند که شرط‌بندی علمی گاهی می‌تواند باعث ساده‌سازی یا «نمایشی‌شدن» علم شود، به‌ویژه زمانی که هدف آن صرفاً جلب توجه رسانه‌ها باشد. همچنین، هنگامی که موضوع شرط‌بندی به انسان‌ها یا حیوانات مربوط می‌شود، مسائل جدی اخلاقی در مورد «ابزار شدن» سوژه‌ها مطرح می‌شود.

## در فرهنگ عامه
رسانه‌ها، به‌ویژه شبکه‌های اجتماعی، گاهی شرط‌بندی‌های علمی یا شبه‌علمی را بزرگ‌نمایی می‌کنند. در برخی کانال‌های یوتیوب، محتوای سرگرم‌کننده‌ای تولید می‌شود که از شرط بستن روی رفتار حیوانات در مواجهه با یکدیگر یا واکنش افراد به شرایط خاص بهره می‌برند. این موضوع، مرز بین علم، سرگرمی و نقض اصول اخلاقی را مبهم می‌سازد.